# Leila Schuster
Leila Schuster Gandini (Porto Alegre, 09 de novembro de 1974) é jornalista, apresentadora, empresária do ramo da moda e foi a representante brasileira no concurso Miss Universo 1993, realizado na Cidade do México. Apesar de ter terminado a competição em sétimo lugar assinou vários contratos internacionais como modelo.

## Biografia
Descendente de alemães, Leila nasceu em Porto Alegre e após a conquista do título de Miss Brasil 1993 mudou-se para São Paulo. Sua participação no concurso internacional foi bastante comentada, já que figurava como favorita para a conquista da coroa de Miss Universo em todas as bolsas de apostas,entretanto foi sumariamente eliminada no concurso.
Após passar a coroa, em 1994, trabalhou como modelo internacional e logo fixou residência na cidade do Rio de Janeiro onde casou-se.
Após o nascimento de seu filho, em 1996, Leila retoma os trabalhos como modelo e também passa a fazer parte do time de apresentadores dos programas de televisão Vanessa de Oliveira, Circuito Rio e Beleza de Mulher.  Em 2002 gradua-se no curso de Comunicação Social na Universidade da Cidade, no Rio de Janeiro e posteriormente conclui curso de Desenho de Moda no Instituto Marangoni em Milão, Itália.
Em 2006 inaugura o atelier Miss Schuster no Rio de Janeiro, que posteriormente transfere para a cidade de Itu. Com a grife - especializada em camisaria feminina - passa a marcar presença em eventos de moda, fazendo desfiles no Brasil e no exterior. Leila Schuster apresenta coleção em NY.
Os trabalhos como modelo continuam esporadicamente, dando mais ênfase em trabalhos que envolvam ações sociais. Em 2008 Leila Schuster termina seu primeiro casamento.
No dia 21 de novembro de 2009 casa-se com o empresário José Luiz Gandini e troca o Rio de Janeiro pelo interior paulista na cidade de Itu, mas mantendo um endereço carioca. Ela passa a assinar Leila Cristine Schuster Gandini.
O lado jornalista volta a fazer parte de seu cotidiano com o seu blog http://leilaschuster.com.br/ onde dá dicas de beleza, viagens, gastronomia e lugares interessantes ao redor do mundo.
Em setembro de 2013 passa a integrar a equipe do Programa Amaury Jr, na Rede TV, apresentando a coluna eletrônica Life&Style, todas as terças-feiras. Com o sucesso do quadro, a coluna passa a fazer parte das edições da revista Go Where Luxo, como Go'Lifestyle por Leila Schuster. A apresentadora também mantém o conteúdo do quadro Lifestyle em seu canal no Youtube.